# پاولینوو
پاولینوو (به چکی: Pavlínov) یک منطقهٔ مسکونی در جمهوری چک است که در ناحیه ژدار ناد سازاووو واقع شده‌است. پاولینوو ۷٫۵۳ کیلومتر مربع مساحت و ۲۵۵ نفر جمعیت دارد و ۵۴۸ متر بالاتر از سطح دریا واقع شده‌است.